# بادي كريراند
باتريك تيموثي كريراند (بالإنجليزية: Patrick Timothy Crerand) (مواليد 19 فبراير 1939) هو لاعب كرة قدم إسكتلندي سابق لعب في مركز النصف الأيمن. بعد ست سنوات قضاها في سلتيك، انتقل إلى مانشستر يونايتد، حيث فاز بلقب الدوري الإنجليزي مرتين، وكأس الاتحاد الإنجليزي، ودرع المجتمع الإنجليزي مرتين، وكأس أوروبا. كما حصل على 16 مباراة دولية مع منتخب إسكتلندا. يُعتبر واحدًا من أفضل لاعبي خط الوسط في جيله، حيث يمتلك حاسة بصر غير عادية، ويتمتع بشراكة غزيرة الإنتاج مع النجم جورج بست. 
أمضى كريراند موسمًا واحدًا في إدارة نادي نورثامبتون تاون ومنذ ذلك الحين بدأ مسيرته المهنية في مجال الإعلام. بدأ عمله في الراديو، ثم علق على المباريات لصالح تلفزيون مانشستر يونايتد (MUTV).